# Tigalda
Tigalda (in lingua aleutina Qigalĝan), chiamata anche Kagalga, è una delle isole Krenitzin, un sottogruppo delle isole Fox nell'arcipelago delle Aleutine orientali e appartiene all'Alaska (USA).
L'isola si trova nel mare di Bering, a est di Akun; è lunga 19 km, ha una superficie di 91 km² ed è disabitata.